# 51 Nemausa
51 Nemausa è un asteroide della fascia principale. Scoperto nel 1858, presenta un'orbita caratterizzata da un semiasse maggiore pari a 2,3657072 au e da un'eccentricità di 0,0676417, inclinata di 9,97852° rispetto all'eclittica.
La sua composizione è unica, ma molto simile a quella di 1 Ceres.
Nel 1979, Edward F. Tedesco, in base dati sulla curva di luce del pianetino, ha ipoitizzato la presenza di un piccolo satellite.
L'asteroide è dedicato alla città francese di Nîmes, di cui riprende il nome in latino, Nemausus.